# Club Deportivo INECEL
Il Club Deportivo INECEL è stato un club di calcio ecuadoriano, con sede a Manta.
Giocava le partite in casa nell'Estadio Jocay.

## Storia
La società è stata fondata nel 1962 dai dipendenti dell'Instituto de Ecuatoriano Electrificación (INECEL). 
Nel 1968 ha vinto il campionato di seconda divisione, giocando nel 1969 in massima serie. 
A seguito della retrocessione, il club fu sciolto l'anno seguente.

## Palmarès
- Segunda Categoría: 1

1968